# Phlaeobacris
Phlaeobacris is een geslacht van rechtvleugeligen uit de familie veldsprinkhanen (Acrididae). De wetenschappelijke naam van dit geslacht is voor het eerst geldig gepubliceerd in 1932 door Willemse.

## Soorten
Het geslacht Phlaeobacris  is monotypisch en omvat slechts de volgende soort:
- Phlaeobacris reticulata (Willemse, 1932)